# 三浦小次郎
三浦 小次郎（みうら こじろう）は、江戸時代前期の旗本。名は義也（よしや）とされる。
旗本奴となって「吉屋組」（よしやぐみ）を率いた。のちに幡随院長兵衛・水野十郎左衛門ら町奴・旗本奴の物語が歌舞伎に取り上げられるようになると、小次郎も作品に登場するようになった。これらの歌舞伎・映画作品では三浦 小次郎 義也（みうら こじろう よしや）の名で知られる。

## 生涯
生年月日は不明。父は小左衛門（義景）。『寛政重修諸家譜』（以後『寛政譜』）によれば、三浦家は戦国大名今川家の家臣であった三浦小次郎元辰の子孫と称する家で、家禄は蔵米250俵。
小次郎は明暦3年（1657年）7月16日に徳川家綱に御目見した。万治2年（1659年）7月4日に大番に列し、寛文2年（1662年）10月26日に納戸番に転じた。なお、父は小次郎に家督を譲っておらず（父は新番を務めていた）、小次郎は立場としては部屋住みである。
小次郎が率いた旗本奴の集団「吉屋組」は、「義也組」とも呼ばれ、その「異装・異風」の風体は「吉屋風」と呼ばれた。「吉屋組」は、白柄の刀、白革の袴、白馬に乗っていたことから「白柄組」（しらつかぐみ）とも呼ばれた。異説によると、「白柄組」は水野十郎左衛門（水野成之）の率いた「神祇組」を指すともいい、河竹黙阿弥の歌舞伎狂言『極付幡随長兵衛』では、水野の組織が「白柄組」という設定になっている。「吉屋組」には高木仁左衛門、相馬小次郎、小林次郎兵衛、赤井半右衛門といった人物が所属したという。
寛文3年（1663年）、赤坂・日枝神社の山王祭で、乱暴狼藉を働いた。これを目撃した大納言・徳川頼宣が、小次郎を父・小左衛門に預ける沙汰をしたとされる。『寛政譜』によれば、赤坂で「不作法」のことがあったとして勘気を蒙り、寛文3年7月8日に父の小左衛門義景に預ける処分がされたとある。
寛文4年2月17日（グレゴリオ暦1664年3月14日）に切腹したと伝えられるが、異説もある。『寛政譜』には、延宝元年（1673年）に父が死去し、小次郎の息子の三十郎に家督相続が認められたのち、延宝3年（1675年）6月24日に小次郎の罪が赦されたとある。三十郎が相続した後の三浦家についての記録は途絶しているが、叔父2人の家が『寛政譜』編纂時点で旗本として存続している。

## 伝説・物語
1881年（明治14年）10月、河竹黙阿弥が書いた『極付幡随長兵衛』が、東京府本郷区春木町（現在の東京都文京区本郷3丁目）の春木座で初演されたが、この次点では、「三浦小次郎」が登場する第3幕の末尾『水道端仕返しの場』は存在せず、1891年（明治24年）6月、東京市京橋区木挽町（現在の東京都中央区銀座4丁目）の歌舞伎座でお披露目された、三代目河竹新七らによる改訂版から、「三浦小次郎」が登場するようになる。第3幕『湯殿殺しの場』までの上演が多く、三浦の登場は稀である。『水道端仕返しの場』に登場する「三浦小次郎」は、町奴・幡随院長兵衛を『湯殿殺しの場』で暗殺した「白柄組」を率いる旗本奴・水野十郎左衛門に、切腹の沙汰が下ったことを、長兵衛一派の唐犬権兵衛らに知らせに来る役どころである。
1913年（大正2年）4月、岡村柿紅が書いた『よし也男丹前姿』が歌舞伎座で初演され、主人公「三浦義也」の役は十五代目市村羽左衛門が演じた。同作は、同年1月に発行された『演芸倶楽部』第2巻第1号（博文館）に、鏑木清方描く挿絵付で掲載され、同年5月に発行された同誌第2巻第5号には、平岡権八郎描く羽左衛門の「三浦義也」が表紙になった。同作の物語では、神田・雉子町（現在の東京都千代田区神田小川町一丁目）の堀丹後（堀直寄）の屋敷前にあった「丹前風呂」の湯女・お浪（五代目中村歌右衛門）とその実の弟で役者の花井才三郎（六代目尾上菊五郎）の両親を、「三浦義也」が率いる「よし也組」の高木仁左衛門、樊膾の半兵衛らが殺してしまい、事情を知った「三浦義也」がお浪、才三郎、お浪の許嫁・和泉源之助に助太刀して、仇討ちをする話である。「丹前風呂」は、幡随院長兵衛の暗殺事件や「明暦の大火」と同じ1657年（明暦3年）に廃止されており、この物語はそれ以前の設定、ということになる。
1926年（大正15年）5月、池田大伍が書いた新歌舞伎『男達ばやり』が、おなじく歌舞伎座で初演され、主人公「三浦小次郎義也」の役は二代目市川左團次が演じた。これは1931年（昭和6年）に同名のタイトルで映画化され、片岡千恵蔵が「三浦小次郎義也」を演じた。同作は、旗本の「三浦小次郎義也」と町奴の朝比奈三郎兵衛の意地の張り合いの物語であるが、史実の朝比奈は、大阪の町人である。唐犬権兵衛、放駒四郎兵衛らが登場する。森一生監督の映画『錦絵江戸姿 旗本と町奴』も、『男達ばやり』の設定が下敷きになっている。
村上元三が雑誌『講談倶楽部』に連載した小説『かぶき浪人』は、1954年（昭和29年）に『お役者変化』として、1960年（昭和35年）に『競艶お役者変化』としてそれぞれ映画化された。

## テアトログラフィ
歌舞伎で「三浦小次郎義也」を演じたおもな俳優の一覧である。生誕順。
- 十五代目 市村羽左衛門（1874年 - 1945年） - 『よし也男丹前姿』
- 七代目 松本幸四郎（1870年 - 1949年） - 『男達ばやり』
- 二代目 市川左團次（1880年 - 1940年） - 『男達ばやり』
- 三代目 市川壽海（1886年 - 1971年） - 『男達ばやり』
- 八代目 市川中車、八代目 市川八百蔵（1896年 - 1971年） - 『男達ばやり』
- 八代目 坂東三津五郎、六代目 坂東蓑助（1906年 - 1975年） - 『男達ばやり』
- 初代 松本白鸚、八代目 松本幸四郎（1910年 - 1982年） - 『男達ばやり』
- 三代目 河原崎権十郎（1918年 - 1998年） - 『極付幡随長兵衛』
- 九代目 澤村宗十郎、五代目 澤村訥升（1933年 - 2001年） - 『御存幡随長兵衛』（『極付幡随長兵衛』）
- 十二代目 市川團十郎（1946年 - ） - 『男達ばやり』

## フィルモグラフィ
日本映画データベース、キネマ旬報映画データベース等にみられる「三浦小次郎義也」の登場する劇映画一覧である。末尾の俳優が義也を演じた。
- 『男達ばやり』: 監督稲垣浩、製作片岡千恵蔵プロダクション、配給日活、1931年7月14日公開 - 片岡千恵蔵
- 『錦絵江戸姿 旗本と町奴』: 監督森一生、製作新興キネマ京都撮影所、配給新興キネマ、1939年3月1日公開 - 浅香新八郎
- 『お役者変化』: 監督大曾根辰夫、原作村上元三、製作松竹大船撮影所、配給松竹、1954年1月9日公開 - 大木実
- 『競艶お役者変化』: 監督加戸野五郎、原作村上元三、製作・配給新東宝、1960年1月9日公開 - 明智十三郎
- 『天下の御意見番』: 監督松田定次、製作東映京都撮影所、配給東映、1962年1月31日公開 - 戸上城太郎